# Clusiosoma nigricorne
Clusiosoma nigricorne är en tvåvingeart som beskrevs av Hardy 1986. Clusiosoma nigricorne ingår i släktet Clusiosoma och familjen borrflugor. Inga underarter finns listade i Catalogue of Life.